# Ado (cantante)
Ado (Tokio; 24 de octubre de 2002) es una cantante japonesa. 
En 2020, con tan solo 17 años, Ado debutó tempranamente con el sencillo digital titulado "Usseewa". La canción pronto alcanzó el puesto número 1 en el Billboard Japan Hot 100,  DO Oricon Digital Singles Chart y Oricon Streaming Chart. El video musical de la canción en su canal de YouTube alcanzó los 100 millones de reproducciones tan solo 148 días después de su lanzamiento.  Al alcanzar los 100 millones de reproducciones en Billboard Japan después de tan solo 17 semanas desde su inicio la convirtió en la artista musical más rápida en conseguirlo en la historia y la más joven para una cantante solista. Actualmente pertenece a la empresa de gestión de artistas Cloud Nine.

## Vida y carrera musical

### Primeros años y comienzos musicales: 2014-2020
Ado nació el 24 de octubre de 2002 en Tokio, Japón.
En 2014, Ado se interesó por la música después del lanzamiento del sitio web para compartir videos Niconico en Nintendo 3DS. Comenzó a ver videos en la pantalla pequeña de su Nintendo 3DS y acabó impresionada con los cantantes de versiones de Niconico que cantaban sin mostrar su cara. 
Años más tarde, en 2017, Ado comenzó a cantar como utaite (una cantante de covers de Internet) en Niconico, luego de subir un vídeo de ella misma cantando una versión de "Kimi no taion" el 10 de enero de 2017.  En Nippon TV contó que durante el tiempo que fue cantante de utaite cubría su armario con material de insonorización que compraba por internet y grababa en él. 
En 2019, apareció en el sencillo digital de Kujira "Kinmokusei", que se lanzó el 23 de diciembre de 2019.  Un par de meses después, apareció como vocalista en el sencillo digital "Shikabanēze" de jon-YAKITORY, que se lanzó el 29 de marzo de 2020. En mayo del 2020 participó en el álbum recopilatorio PALETTE4 de Pony Canyon . Lanzó dos canciones, "Call boy" de syudou y "Taema naku ai-iro" de Shishi Shishi, ambas como lanzamientos digitales.

### Debut conUsseewa:2020
El 15 de octubre de 2020, Ado anunció que haría su debut con Universal Music Japan. El 23 de octubre, el día antes de cumplir 18 años, lanzó el sencillo digital " Usseewa " escrito por el productor de Vocaloid syudou. El video musical, lanzado en su propio canal de YouTube, alcanzó los 5 millones de visitas el 14 de noviembre. El 10 de diciembre de 2020, "Usseewa" ocupó el puesto número 1 en Spotify Viral 50 Japan. El 24 de diciembre de este año, lanzó su segundo sencillo "Readymade", escrito por el productor de Vocaloid Surii, como lanzamiento digital.
Para el 23 de enero de 2021, "Usseewa" había alcanzado los 40 millones de visitas en YouTube, y el 3 de febrero de 2021, ocupó el puesto número 1 tanto en Oricon Digital Singles Chart como en Oricon Streaming Chart. El 14 de febrero, lanzó su tercer sencillo, "Gira Gira", escrito por el productor de Vocaloid teniwoha, como lanzamiento digital. Cuatro días después, el 18 de febrero, la cantidad de suscriptores en su canal de YouTube superó el millón.
El 15 de marzo de 2021, "Usseewa" alcanzó el número uno en Billboard Japan Hot 100, y el 20 de marzo, el vídeo musical en YouTube alcanzó los 100 millones de visitas, 148 días después de su lanzamiento. El 29 de marzo, "Usseewa" ya había alcanzado los 100 millones de reproducciones en la lista "Streaming Songs" de Billboard JAPAN después de 17 semanas desde su entrada, convirtiéndola en el sexto artista musical más rápido en la historia en alcanzar el hito y en la más joven para una cantante solista.
El 27 de abril de 2021, Ado lanzó su quinto sencillo "Odo", que es utilizado por los productores de un programa de NHK sobre productores de música vocaloid.
El 11 de junio de 2021, fue elegida como la segunda artista femenina japonesa de "YouTube's Artist on the Rise". Y el 14 de junio de 2021 lanzó su sexto Sencillo "Yoru no Pierrot".
El 11 de diciembre de 2021, Ado ganó el premio al "Mejor Joven Artista Asiático de Japón" de los "MAMA" de Mnet.
Ado dio vida a la voz cantante de Uta en la película musical "One Piece Film: Red " que se estrenó en Japón el 6 de agosto de 2022. El 10 de agosto de 2022, anunció el lanzamiento de su álbum y CD "Uta no Uta One Piece Film: Red", que incluye las canciones proporcionadas para la película, las cuales son "New Genesis", "I'm Invencible", "Backlight", "Fleeting Lullaby", "Tot Musica", "The World's Continuation", "Where the Wind Blows" y "BINKUSUNO SAKE"  
Desde diciembre de 2022 hasta enero de 2023, la primera gira nacional en vivo de Ado, "Shinkiro" (Espejismo), se llevó a cabo con 10 presentaciones en 6 lugares diferentes a lo largo de todo Japón.
Su primera gira mundial fue "Wish", en 2024, y al año siguiente comenzó "Hibana", una de las giras internacionales más grandes de un artista japonés, con 30 conciertos en Asia, Australia, Europa, Estados Unidos y América Latina, que comenzó el 26 de abril de 2025 en Saitama y tenía previsto culminar el 24 de agosto en Honolulu.

## Discografía

### Álbumes

#### Álbumes de estudio
| Título        | Detalles del álbum | Posiciones más altas en las listas musicales | Posiciones más altas en las listas musicales | Ventas                                 |
| Título        | Detalles del álbum | Oricon                                       | JPN Hot                                      | Ventas                                 |
| ------------- | --- | -------------------------------------------- | -------------------------------------------- | -------------------------------------- |
| Kyōgen (狂言) | - Lanzamiento: 26 de enero de 2022 - Disquera: Virgin Music - Formato: CD, CD+ DVD, descarga digital, streaming           | 1                                            | 1                                            | - JPN (CD): 243,644 - JPN (DL): 36,836 |
| Zanmu (残夢)  | - Lanzamiento: 10 de julio de 2024 - Disquera: Virgin Music - Formato: CD, Blu-ray/DVD, Rubber Coaster Edition, streaming | 1                                            | 1                                            | - JPN (CD): 100,981                    |

#### Álbumes de banda sonora
| Título                                                       | Detalles del álbum                                                                                               | Posiciones más altas en las listas musicales | Posiciones más altas en las listas musicales | Ventas               |
| Título                                                       | Detalles del álbum                                                                                               | Oricon                                       | JPN Hot                                      | Ventas               |
| ------------------------------------------------------------ | --- | -------------------------------------------- | -------------------------------------------- | -------------------- |
| Uta no Uta: One Piece Film Red (ウタの歌 ONE PIECE FILM RED) | - Lanzamiento: 10 de agosto de 2022 - Disquera: Universal Music Japan - Formato: CD, descarga digital, streaming | 2                                            | 1                                            | - JPN (CD) : 104,362 |

### Sencillos

#### Como artista principal
| Título                                            | Año  | Posiciones más altas en las listas musicales | Certificaciones                                          | Álbum             | Escrito por                                    | Producido por          |
| Título                                            | Año  | JPN Hot                                      | Certificaciones                                          | Álbum             | Escrito por                                    | Producido por          |
| ------------------------------------------------- | ---- | -------------------------------------------- | -------------------------------------------------------- | ----------------- | ---------------------------------------------- | ---------------------- |
| "Usseewa" (うっせぇわ)                            | 2020 | 1                                            | - RIAJ (download) : Platino - RIAJ (streaming) : Platino | Kyōgen            | Syudou (手動)                                  | Syudou (手動)          |
| "Readymade" (レディメイド)                        | 2020 | 65                                           | - RIAJ (streaming) : Plata                               | Kyōgen            | Tres (すりぃ)                                  | Tres (すりぃ)          |
| "Gira Gira" (ギラギラ)                            | 2021 | 12                                           | - RIAJ (download) : Oro - RIAJ (streaming) : Platino     | Kyōgen            | Teniwoha (てにをは)                            | Teniwoha (てにをは)    |
| "Odo" (踊)                                        | 2021 | 4                                            | - RIAJ (download) : Oro - RIAJ (streaming) : Platino     | Kyōgen            | DECO*27 (デコ・ニーナ), Giga (ギガ), TeddyLoid | Giga (ギガ), TeddyLoid |
| "Yoru no Pierrot" (夜のピエロ)                    | 2021 | 13                                           |                                                          | Kyōgen            | Negocio                                        | Negocio                |
| "Aitakute" (会いたくて)                           | 2021 | 27                                           | Mewhan (みゆはん)                                        | Mewhan (みゆはん) |                                                |                        |
| "Asura-chan" (阿修羅ちゃん)                       | 2021 | 5                                            | - RIAJ (download) : Oro                                  | Kyōgen            | Neru                                           | Neru                   |
| "Kokoro to iu Na no Fukakai" (心という名の不可解) | 2022 | 11                                           |                                                          | Kyōgen            | Mafumafu                                       | Mafumafu               |
| "Shin Jidai" (新時代)                             | 2022 | 1                                            | Uta no Uta: One Piece Film Red                           | Yasutaka Nakata   | Yasutaka Nakata                                |                        |
| "Watashi wa Saikyō" (私は最強)                    | 2022 | 3                                            | Uta no Uta: One Piece Film Red                           | Motoki Ohmori     | Mrs. Green Apple                               |                        |
| "Gyakko" (逆光)                                   | 2022 | 2                                            | Uta no Uta: One Piece Film Red                           | Vaundy            | Vaundy                                         |                        |
| "Utakata Lullaby" (ウタカタララバイ )             | 2022 | 5                                            | Uta no Uta: One Piece Film Red                           | Tophamhat-Kyo     | Fake Type.                                     |                        |
| "Tot Musica"                                      | 2022 | 13                                           | Uta no Uta: One Piece Film Red                           | Hiroyuki Sawano   | Hiroyuki Sawano                                |                        |
| "Sekai no Tsuzuki" (世界のつづき)                 | 2022 | 16                                           | Uta no Uta: One Piece Film Red                           | Yuta Orisaka      | Yuta Orisaka                                   |                        |
| "Kaze no Yukue" (風のゆくえ)                      | 2022 | 12                                           | Uta no Uta: One Piece Film Red                           | Motohiro Hata     | Motohiro Hata                                  |                        |
| "Binkusu no Sake" (ビンクスの酒)                  | 2022 | 40                                           | Uta no Uta: One Piece Film Red                           | Kohei Tanaka      | Nishi-Ken                                      |                        |

#### Colaboraciones
| Fecha de lanzamiento     | Artista         | Título                                                 | Notas |
| ------------------------ | --------------- | ------------------------------------------------------ | ----- |
| 12 de diciembre de 2019  | kujira          | "Kinmokusei feat. Ado"                                 |       |
| 29 de marzo de 2020      | jon-YAKITORY    | "Shikabanēze feat. Ado"                                |       |
| 11 de mayo de 2020       | Toiki           | "ANEMONE (feat. Ado)"                                  |       |
| 30 de junio de 2020      | Nagumo Yūki     | "Stick Candy (feat. Ado)"                              |       |
| 14 de agosto de 2020     | biz             | "Tokyo cannibalism biz feat Ado"                       |       |
| 28 de agosto de 2020     | jon-YAKITORY    | "eat feat.Ado"                                         |       |
| 11 de septiembre de 2020 | biz             | "Freud meta biz feat. Ado"                             |       |
| 21 de septiembre de 2020 | Linmu           | "Oshare banchō (feat. Ado)"                            |       |
| 23 de septiembre de 2020 | Nakimushi☔︎     | "Shake It Now. (feat. Ado)"                            |       |
| 11 de diciembre de 2020  | jon-YAKITORY    | "Faking of Comedy feat.Ado"                            |       |
| 12 de diciembre de 2020  | Hiragi Kirai    | "Love Ka? (feat. Ado)"                                 |       |
| 1 de febrero de 2021     | Miko Kichi      | "Radio Noise (feat. Ado)"                              |       |
| 6 de marzo de 2021       | Hosomichi-Okuno | "Fool Fool Fool (feat. Ado)"                           |       |
| 15 de julio de 2021      | jon-YAKITORY    | "AntiSystem's (feat. Ado)"                             |       |
| 25 de julio de 2023      | LE SSERAFIM     | "Unforgiven (japanese version) ft. ADO & Nile Rodgers" |       |
| 16 de diciembre de 2024  | Imagine Dragons | "Take Me to the Beach (feat. Ado)"                     |       |

#### Sencillos promocionales
| Título                  | Año  | Posiciones máximas en el gráfico | Álbum                                          |
| Título                  | Año  | JPN Hot                          | Álbum                                          |
| ----------------------- | ---- | -------------------------------- | ---------------------------------------------- |
| Senbonzakura (千本桜) ) | 2022 | 59                               | 10 Shūnen Kinen Album All That Senbonzakura!!! |

| Título                                                | Año  | Posiciones pico en el gráfico | Álbum  |
| Título                                                | Año  | JPN DL                        | Álbum  |
| ----------------------------------------------------- | ---- | ----------------------------- | ------ |
| "Hanabi" (花火)                                       | 2022 | 63                            | Kyōgen |
| "Domestic de Violence" (ドメスティックでバイオレンス) | 2022 | 64                            | Kyōgen |
| "FREEDOM"                                             | 2022 | 71                            | Kyōgen |
| "Motherland" (マザーランド)                           | 2022 | 76                            | Kyōgen |
| "Kagakushū" (過学習)                                  | 2022 | 98                            | Kyōgen |

## Videos musicales
| Fecha de lanzamiento     | Título de la canción  | Animador(es)/Director(es) |
| ------------------------ | --------------------- | ------------------------- |
| 23 de octubre de 2020    | Usseewa               | WOOMA                     |
| 24 de diciembre de 2020  | READYMADE             | yasutatsu                 |
| 14 de febrero de 2021    | Gira Gira             | Numata Zombi              |
| 27 de abril de 2021      | Odo                   | Kayuka                    |
| 14 de junio de 2021      | Yoru no Pierrot       | 神宮司様                  |
| 12 de agosto de 2021     | Aitakute              | イノウエマナ様            |
| 28 de octubre de 2021    | Ashurachan            | 寺田てら                  |
| 17 de enero de 2022      | KokoroToIuNanoFukakai | 0楼様                     |
| 26 de enero de 2022      | Fireworks             | ゴル様                    |
| 6 de marzo de 2022       | Kagakushū             | saki naito                |
| 14 de marzo de 2022      | Eternal Coming Day    | ナノン様                  |
| 26 de marzo de 2022      | Domestic violence     | Akito Nakayama            |
| 8 de mayo de 2022        | Motherland            | ヤスタツ様                |
| 8 de mayo de 2022        | Lucky Bruto           | Akito Nakayama様          |
| 17 de agosto de 2022     | Tot Musica            | WOOMA                     |
| 19 de septiembre de 2022 | Rebellion             | カンタロ様                |
| 10 de octubre de 2022    | Missing               | Sakiyama                  |
| 24 de octubre de 2022    | FREEDOM               | にへ様                    |
| 20 de febrero de 2023    | I'm controversy       | Eiri na hamono            |
| 9 de mayo de 2023        | Ibara                 | てんてこ様                |
| 11 de julio de 2023      | Himawari              | Mele                      |
| 6 de septiembre de 2023  | Show                  | TOHRU MITSUHASHI          |
| 28 de septiembre de 2023 | DIGNITY               | Kairi様                   |
| 4 de octubre de 2023     | Kura Kura             | Toho Animationチャンネル  |
| 11 de noviembre de 2023  | All Night Radio       | 美好よしみ                |

## Filmografía
| Año  | Título              | Role           |
| ---- | ------------------- | -------------- |
| 2022 | One Piece Film: Red | Uta (cantando) |